# European Challenge Cup 1998-1999
La European Challenge Cup 1998-99 (in inglese 1998–99 European Challenge Cup; in francese Challenge européen 1998-99) fu la 3ª edizione della European Challenge Cup, competizione per club di rugby a 15 organizzata da European Rugby Cup come torneo cadetto della Heineken Cup.
Si tenne dal 19 settembre 1998 al 27 febbraio 1999  tra 19 squadre di club e due XV nazionali.
La formula insolita fu dovuta al fatto che poche settimane prima dell'inizio previsto della competizione i club inglesi annunciarono il loro ritiro dalle coppe europee per protesta contro le modalità di ammissione alla competizione e alla scarsità di diritti televisivi che esse ricevevano in rapporto alla loro partecipazione.
Per tale ragione, delle 19 squadre di club presenti alla competizione, 11 provenivano dalla federazione francese, 4 dal Galles, 2 dall'Italia, una ciascuno da Irlanda e Romania mentre le federazioni spagnola e portoghese, invitate a presentare una squadra ciascuna, inviarono i loro XV nazionali nel torneo.
I club francesi, che già costituivano all'inizio più della metà del contingente in gara, dominarono la competizione: furono 7 su 8 le quartifinaliste, in cui spiccò l'isolata gallese Caerphilly quale unica non rappresentante della FFR; quattro su quattro furono le semifinaliste e la finale (incluso l'arbitro Joël Dumé) parlò francese per la terza edizione consecutiva, con la vittoria che arrise al Montferrand, vincitore a Lione sul Bourgoin-Jallieu, campione due stagioni prima, per 35-16.

## Formula
Le 21 squadre furono suddivise in 3 gironi da sette squadre ciascuno, ognuna delle quali dovette affrontare in gara di andata e ritorno tutti gli altri avversari.
A ogni giornata di gara una squadra per girone riposò.
Passarono ai quarti di finale le prime due classificate di ogni girone più le due migliori terze, per ordine di punti e a seguire differenza marcature, differenza mete e mete marcate.
Le semifinali si tennero tra le vincitrici dei due quarti di finale.
La finale si tenne allo Stadio di Gerland di Lione. Tutte le gare a eliminazione si tennero in partita unica.

## Squadre partecipanti
| Girone 1 | Girone 2 | Girone 3 |
| --- | --- | --- |
| - Narbonne (Francia) - Périgueux (Francia) - Caerphilly (Galles) - Newport (Galles) - Connacht (Irlanda - Racing Club (Francia) - Rovigo (Italia) | - Bourgoin-Jallieu (Francia) - Castres (Francia) - Dax (Francia) - Montferrand (Francia) - Aberavon (Galles) - Rugby Roma (Italia) - Spagna XV | - Agen (Francia) - Biarritz (Francia) - Brive (Francia) - Pau (Francia) - Bridgend (Galles) - Dinamo Bucarest (Romania) - Portogallo XV |

## Fase a gironi

### Girone 1
| Data       | Incontro                 | Risultato |
| ---------- | ------------------------ | --------- |
| 19-9-1998  | Caerphilly — Périgueux   | 31-28     |
| 19-9-1998  | Narbona — Rovigo         | 41-17     |
| 20-9-1998  | Racing Club — Newport    | 37-21     |
| 26-9-1998  | Newport — Connacht       | 12-31     |
| 26-9-1998  | Périgueux — Racing Club  | 40-18     |
| 27-9-1998  | Rovigo — Caerphilly      | 34-14     |
| 7-10-1998  | Connacht — Périgueux     | 29-28     |
| 7-10-1998  | Caerphilly — Narbona     | 17-34     |
| 7-10-1998  | Racing Club — Rovigo     | 28-12     |
| 11-10-1998 | Narbona — Racing Club    | 66-5      |
| 11-10-1998 | Périgueux — Newport      | 31-16     |
| 11-10-1998 | Rovigo — Connacht        | 20-21     |
| 17-10-1998 | Connacht — Narbona       | 26-38     |
| 17-10-1998 | Newport — Rovigo         | 27-18     |
| 18-10-1998 | Racing Club — Caerphilly | 20-21     |
| 31-10-1998 | Caerphilly — Connacht    | 39-8      |
| 31-10-1998 | Rovigo — Périgueux       | 7-25      |
| 31-10-1998 | Narbona — Newport        | 31-17     |
| 7-11-1998  | Connacht — Racing Club   | 14-19     |
| 7-11-1998  | Newport — Caerphilly     | 30-35     |
| 7-11-1998  | Périgueux — Narbona      | 16-18     |

#### Classifica
| Pos | Squadra     | G | V | N | P | PF  | PS  | P±  | PT |
| --- | ----------- | - | - | - | - | --- | --- | --- | -- |
| A1  | Narbonne    | 6 | 6 | 0 | 0 | 228 | 98  | 130 | 12 |
| A2  | Caerphilly  | 6 | 4 | 0 | 2 | 167 | 154 | 13  | 8  |
| A3  | Périgueux   | 6 | 3 | 0 | 3 | 168 | 119 | 49  | 6  |
| A4  | Racing Club | 6 | 3 | 0 | 3 | 127 | 184 | −57 | 6  |
| A5  | Connacht    | 6 | 3 | 0 | 3 | 129 | 156 | −27 | 6  |
| A6  | Newport     | 6 | 1 | 0 | 5 | 123 | 183 | −60 | 2  |
| A7  | Rovigo      | 6 | 1 | 0 | 5 | 108 | 156 | −48 | 2  |

### Girone 2
| Data       | Incontro                       | Risultato |
| ---------- | ------------------------------ | --------- |
| 19-9-1998  | Bourgoin-Jallieu — Spagna XV   | 55-10     |
| 19-9-1998  | Castres — Aberavon             | 87-10     |
| 20-9-1998  | Rugby Roma — Dax               | 18-25     |
| 26-9-1998  | Aberavon — Rugby Roma          | 12-30     |
| 26-9-1998  | Spagna XV — Castres            | 15-61     |
| 26-9-1998  | Dax — Montferrand              | 24-22     |
| 4-10-1998  | Rugby Roma — Spagna XV         | 25-21     |
| 7-10-1998  | Montferrand — Aberavon         | 97-13     |
| 7-10-1998  | Castres — Bourgoin-Jallieu     | 9-30      |
| 10-10-1998 | Aberavon — Dax                 | 28-41     |
| 10-10-1998 | Spagna XV — Montferrand        | 13-88     |
| 10-10-1998 | Bourgoin-Jallieu — Rugby Roma  | 50-22     |
| 17-10-1998 | Dax — Spagna XV                | 41-0      |
| 17-10-1998 | Montferrand — Bourgoin-Jallieu | 23-14     |
| 18-10-1998 | Rugby Roma — Castres           | 15-48     |
| 31-10-1998 | Spagna XV — Aberavon           | 6-18      |
| 31-10-1998 | Bourgoin-Jallieu — Dax         | 47-17     |
| 31-10-1998 | Castres — Montferrand          | 15-16     |
| 7-11-1998  | Aberavon — Bourgoin-Jallieu    | 5-26      |
| 7-11-1998  | Dax — Castres                  | 15-9      |
| 8-11-1998  | Montferrand — Rugby Roma       | 57-7      |

#### Classifica
| Pos | Squadra          | G | V | N | P | PF  | PS  | P±   | PT |
| --- | ---------------- | - | - | - | - | --- | --- | ---- | -- |
| B1  | Montferrand      | 6 | 5 | 0 | 1 | 303 | 86  | 217  | 10 |
| B2  | Bourgoin-Jallieu | 6 | 5 | 0 | 1 | 222 | 86  | 136  | 10 |
| B3  | Dax              | 6 | 5 | 0 | 1 | 163 | 124 | 39   | 10 |
| B4  | Castres          | 6 | 3 | 0 | 3 | 229 | 101 | 128  | 6  |
| B5  | Rugby Roma       | 6 | 2 | 0 | 4 | 117 | 213 | −96  | 4  |
| B6  | Aberavon         | 6 | 1 | 0 | 5 | 86  | 287 | −201 | 2  |
| B7  | Spagna XV        | 6 | 0 | 0 | 6 | 65  | 288 | −223 | 0  |

### Girone 3
| Data       | Incontro                        | Risultato |
| ---------- | ------------------------------- | --------- |
| 19-9-1998  | Bridgend — Agen                 | 17-32     |
| 19-9-1998  | Brive — Biarritz                | 31-22     |
| 19-9-1998  | Dinamo Bucarest — Pau           | 22-31     |
| 25-9-1998  | Pau — Biarritz                  | 37-3      |
| 26-9-1998  | Dinamo Bucarest — Bridgend      | 45-43     |
| 26-9-1998  | Portogallo XV — Brive           | 7-85      |
| 7-10-1998  | Bridgend — Portogallo XV        | 45-24     |
| 7-10-1998  | Biarritz — Agen                 | 10-9      |
| 7-10-1998  | Brive — Pau                     | 26-9      |
| 10-10-1998 | Pau — Bridgend                  | 45-21     |
| 10-10-1998 | Portogallo XV — Dinamo Bucarest | 18-23     |
| 11-10-1998 | Agen — Brive                    | 34-35     |
| 17-10-1998 | Biarritz — Portogallo XV        | 62-11     |
| 17-10-1998 | Agen — Pau                      | 15-11     |
| 18-10-1998 | Brive — Dinamo Bucarest         | 49-10     |
| 31-10-1998 | Pau — Portogallo XV             | 78-0      |
| 31-10-1998 | Biarritz — Bridgend             | 45-12     |
| 31-10-1998 | Agen — Dinamo Bucarest          | 60-7      |
| 7-11-1998  | Bridgend — Brive                | 20-15     |
| 7-11-1998  | Dinamo Bucarest — Biarritz      | 24-45     |
| 7-11-1998  | Portogallo XV — Agen            | 13-81     |

#### Classifica
| Pos | Squadra         | G | V | N | P | PF  | PS  | P±   | PT |
| --- | --------------- | - | - | - | - | --- | --- | ---- | -- |
| C1  | Brive           | 6 | 5 | 0 | 1 | 241 | 102 | 139  | 10 |
| C2  | Agen            | 6 | 4 | 0 | 2 | 231 | 93  | 138  | 8  |
| C3  | Pau             | 6 | 4 | 0 | 2 | 211 | 87  | 124  | 8  |
| C4  | Biarritz        | 6 | 4 | 0 | 2 | 187 | 124 | 63   | 8  |
| C5  | Bridgend        | 6 | 2 | 0 | 4 | 158 | 206 | −48  | 4  |
| C6  | Dinamo Bucarest | 6 | 2 | 0 | 4 | 131 | 246 | −115 | 4  |
| C7  | Portogallo XV   | 6 | 0 | 0 | 6 | 73  | 374 | −301 | 0  |

## Fase aplay-off
|  | Quarti di finale | Quarti di finale | Quarti di finale |             |          | Semifinali       | Semifinali | Semifinali |  |  | Finale | Finale           | Finale |
|  |                  |                  |                  |             |          |                  |            |            |  |  |        |                  |        |
|  | 4                | Bourgoin-Jallieu | 29               |             |          |                  |            |            |  |  |        |                  |        |
|  | 5                | Agen             | 19               |             |          |                  |            |            |  |  |        |                  |        |
|  | 5                | Agen             | 19               |             | 4        | Bourgoin-Jallieu | 26         |            |  |  |        |                  |        |
|  |                  |                  |                  |             | 4        | Bourgoin-Jallieu | 26         |            |  |  |        |                  |        |
|  |                  | 3                | Brive            | 23          |          |                  |            |            |  |  |        |                  |        |
|  | 3                | 3                | Brive            | 23          | Brive    | 43               |            |            |  |  |        |                  |        |
|  | 3                |                  |                  |             | Brive    | 43               |            |            |  |  |        |                  |        |
|  | 6                | Caerphilly       | 12               |             |          |                  |            |            |  |  |        |                  |        |
|  |                  |                  |                  |             |          |                  |            |            |  |  | 4      | Bourgoin-Jallieu | 16     |
|  |                  |                  | 2                | Montferrand | 35       |                  |            |            |  |  |        |                  |        |
|  | 2                | Montferrand      | 66               |             |          |                  |            |            |  |  |        |                  |        |
|  | 7                | Dax              | 13               |             |          |                  |            |            |  |  |        |                  |        |
|  | 7                | Dax              | 13               |             | 2        | Montferrand      | 27         |            |  |  |        |                  |        |
|  |                  |                  |                  |             | 2        | Montferrand      | 27         |            |  |  |        |                  |        |
|  |                  | 1                | Narbonne         | 21          |          |                  |            |            |  |  |        |                  |        |
|  | 1                | 1                | Narbonne         | 21          | Narbonne | 30               |            |            |  |  |        |                  |        |
|  | 1                |                  |                  |             | Narbonne | 30               |            |            |  |  |        |                  |        |
|  | 8                | Pau              | 13               |             |          |                  |            |            |  |  |        |                  |        |

### Quarti di finale
| Arbitro: | Iain Ramage |

|                              |      |                   |
| Calvel (2) Benazech Arlettaz | mt   | Bonnemasou Tuheil |
| Desclaux (2)                 | tr   |                   |
| Desclaux (2)                 | c.p. | Aucagne           |

| Arbitro: | Antonio Lombardi |

|                                                         |      |           |
| Bomati Lamaison Carbonneau Vicard Nepia Magne Duboisset | mt   |           |
| Lamaison (4)                                            | tr   |           |
|                                                         | c.p. | Davey (4) |

| Arbitro: | Joël Jutge |

|                                                                                  |      |              |
| Morante Marsh Bory Merceron Menieu Azam Sarraute Allison Lecomte Laurent-Varange | mt   | M. Dourthe   |
| Toulouze (3) Merceron (2)                                                        | tr   | Labeyrie     |
| Toulouze (2)                                                                     | c.p. | Labeyrie (2) |

| Arbitro: | Didier Mené |

|                        |      |                        |
| tecnica (2) Tuni Boyet | mt   | Tolot                  |
| McKenzie (3)           | tr   | Prosper                |
| Boyet                  | c.p. | Laharrague (3) Prosper |

### Semifinali
| Arbitro: | Daniel Gillet |

|              |      |                 |
|              | mt   | Arlettaz Racine |
|              | tr   | Valls           |
| Merceron (8) | c.p. | Valls (2)       |
| Nadau        | drop | Valls           |

| Arbitro: | David McHugh |

|             |      |                     |
| Boyet Balue | mt   | Carbonneau          |
| Boyet (2)   | tr   |                     |
| Boyet (4)   | c.p. | Lamaison (5) Arbizu |

### Finale
| Arbitro: | Joël Dumé |

| |              | |
| McLaren 1’ | mt           | 8’ tecnica 53’ Marlu 80’ Larrue |
| Boyet 1’ | tr           | 8’ Merceron |
| Boyet 23’, 40’ | c.p.         | 4’, 20’, 43’, 50’, 62’, 69’ Merceron |
| Boyet 7’ | drop         | |
| · Geany · Saunier · McLaren · 42’ Tuni · Giolitti · Boyet · Galon · Raschi (c) · Tordo · Nallet · 67’ Daude · Cécillon · 50’ Peyron · Martin-Culet · Milloud | Formazioni   | · Nadau · Marlu · Ribeyrolles (c) · Azéma · Bory · Merceron · S. Castaignède 72’ · Lecomte · Lhermet 78’ · Costes · Sarraute 76’ · Barrier · Heyer · Azam · Menieu |
| · 42’ Péclier · 50’ Magellan · 67’ Studer | Sostituzioni | · Larrue 72’ · Guntert 76’ · G. Allison 78’ |
| Michel Couturas | Allenatori   | Victor Boffelli |